# Synagoge (Bützow)
Die ehemalige Synagoge in Bützow war bis 1900 der religiöse Versammlungsort der im Ort ansässigen jüdischen Gemeinde Bützow. Die profanierte Synagoge in der Mantzelstraße 10, ist ein geschütztes Baudenkmal. Dieses Fachwerkgebäude gilt als der älteste noch erhaltene Synagogenbau in Mecklenburg-Vorpommern.

## Geschichte
Ab 1738 lebten in Bützow drei Hofjuden mit ihren Familien und einem Religionslehrer. Für ihren Gottesdienst hatte die jüdische Gemeinde zunächst in der Langen Straße 47 bei dem reformierten Exulanten Brunier eine Stube gemietet und im September 1761 die herzogliche Erlaubnis erhalten, sich im Hause von Aaron Isaak einen Raum zum Zwecke der Toravorlesung einzurichten. Allerdings wurde einen Monat später die Verlegung der „Synagoge“ gefordert, da sich die Wohnung zu nahe an der Stiftskirche befände. Die von der Gemeinde erbetene Miete eines Teils des herrschaftlichen Stalles, der auf eigene Kosten abgetrennt und hergerichtet werden sollte, wurde von Herzog Friedrich 1772 abgelehnt. Bis 1785 hat sich der Gebetsraum, wie aus einer Notiz hervorgeht, im Wohnhaus des Joachim (Jochen) Hirsch in der Gödenstraße 12 befunden.
Der Ankauf des Hauses in der Faulen Grube – muss vor 1785 erfolgt sein, denn in diesem Jahr wird es bereits im Kataster der brandversicherten Häuser als Synagoge erwähnt. Die eigentliche innere Umgestaltung wurde am 15. April 1787 bei der Gemeinde beantragt und durch den Herzog Friedrich Franz I. genehmigt, in diesem Schriftstück ist auch die Sitzordnung mit den Namen der Männer und Frauen überliefert, die der Gemeinde angehörten. Der erste Umbau der Synagoge begann 1789. Sie wurde in der heutigen Mantzelstraße Nr. 10, als zweigeschossiger Fachwerkbau errichtet. In der 5. Wallstraße Nr. 2 war ein Nebengebäude als eingeschossiges Fachwerkhaus angeschlossen, das zunächst als Wohnung des Rabbiner, später des Schammes bzw. Kultusbeamten diente. Für das Nebengebäude in der Wallstraße ist belegt, dass dort von 1900 bis mindestens 1925 der Synagogendiener gewohnt hat.
Weil die Bützower Gemeinde durch die Abwanderung und Auswanderung stark geschrumpft war, fanden seit 1900 keine regelmäßigen Gottesdienste mehr statt. 1920 verkaufte die Gemeinde das Gebäude an die Bützower Kolonial- und Materialwarenhändler H. Nagel. Der neue Eigentümer baute das Gebäude zu einem Speicher um. Nach dem Tod des Kaufmanns, kaufte die Einkaufsgenossenschaft der Kolonialwarenhändler 1928 das Gebäude. Es erfolgte ein erneuter Umbau für eine Niederlassung, wobei im Gebäude ein Kontor eingerichtet und eine Garage angebaut wurden. 1936 wurde eine Wohnung für den Naturalien- und Altwarenhändlers H. Krüger ausgebaut. Im Gegensatz zum jüdischen Friedhof von Bützow wurde das ehemalige Synagogengebäude zur „Reichskristallnacht“ 1938 nicht verwüstet. Das Gebäude überdauerte die Zeiten bis heute als Wohnhaus.

## Architektur

### 18. Jahrhundert
Die Bützower Synagoge wurde 1789 als zweigeschossiger Fachwerkbau mit Ziegelausfachung und einer Ostfassade errichtet. Der Bau wurde in der typischen Bauweisen mecklenburgischer Synagogen des späten 18. Jahrhunderts errichtet.
Der Talmud sagt, dass Synagogen Fenster haben müssen, aber auch, dass sie größer sein sollten als alle anderen Gebäude am Ort. Letztere Vorschrift konnte in der Stadt Bützow jedoch nie verwirklicht werden. Die Lage der Synagoge im Stadtgrundriss dokumentiert die Auswirkung des Landesgrundgesetzlichen Erbvergleichs von 1755, wonach Synagogen nur in Nebenstraßen und hinter der Straßenfront zurückgesetzt gebaut werden durften.

### 19. Jahrhundert
Die gemauerte in weißgetünchte Frontfassade präsentierte sich im 19. Jahrhundert als eine neobarocke-neoklassizistische Architektur mit Pilastern, einem großen Tympanon mit Überbau und rundbogig geschlossenen hohen Fenstern im oberen Fassadenbereich. Die Fachwerkwände der Nord-, West- und Südseite sind durch von der Schwelle bis zur Traufe durchgehende Ständer gekennzeichnet. In diese sind drei durchgehende Riegelketten und Eckverstrebungen eingezapft und die Wände wurden ziegelsichtig ausgefacht. Ein Kehlbalkendach mit zweifach stehendem Stuhl als Walmdach schließt das Gebäude nach oben hin ab und ein kräftiges Profil prägt die überkragende Traufe.
1833 beschreibt Wilhelm Ferdinand Rong in seinem Buch (Versuch einer topographisch-historischen Darstellung der Stadt Bützow), die Synagoge wie folgt:

„Die Synagoge – Faulgrube  nennt man die Straß,dort steht sie mit Reihen Bänk und Stuhl nach Maaß.
Zwar einfach geweißt nur. Doch müßt ihr sie sehen! Das Reinigungsbecken erst; dann thut eingehen.
Zum Altar führ’n Stufen; – die Rollen darin der fünf Bücher Monses, nach G’setz und dem Sinn.
Dann steht, üb’r dem Altar mit Gold ist gemalt im Blaurund Jehova! der sonnengleich Strahlt.
Habt ihr eure Augen gerichtet empor, so seht hint’r Vergitterung ihr das Frauen–Chor.“

### 20. Jahrhundert
Die heutige Ansicht in glattem Putz mit noch angedeuteten, vorspringend gemauerten Pilastern und einen geschwungenen, spitz zulaufenden Giebel als Restbestand des ehemaligen Giebeldreieckes entstand in den zwanziger und dreißiger Jahren des 20. Jahrhunderts. Beim Umbau erhielt das Gebäude neue Fensterlagen im Erd- und Obergeschoss an der Ostfassade. Im innen wurden hölzerne Zangenkonstruktionen zur Auflage der Deckenbalken sowie einer Innenwandstruktur zur Raumaufteilung und zwei Treppenhäuser eingestellt. 1960 wurde das letzte sichtbare Symbol, der Davidstern, im Mauerwerk unter dem Giebel verputzt.

## Sanierung
Das frühere Synagogengebäude wird in den Jahren 2023 bis 2025 unter denkmalpflegerischen Maßstäben zu Wohnzwecken saniert und modernisiert.

### Bauhistorische Untersuchung
Durch dendrochronologische Untersuchungen ergab sich eine Datierung des Fach- und Dachwerks auf die Jahre 1786 bis 1789 und eine im inneren, östlich vor der Fassade gelegene Fachwerkwand auf das Jahr 1788. Somit sind die Fachwerkhülle und auch die bestehende Dachkonstruktion noch ursprünglich. Durch weitere Untersuchungen konnte die ursprüngliche Frauenempore im Westen des Gebäudes anhand von Bauspuren im Fachwerk nachgewiesen werden. Ob es sich bei dem westlich gelegenen Keller möglicherweise um bauliche Reste einer ursprünglichen Mikwe handelt, bedarf noch der näheren Untersuchung.

## Nachbildung der Synagoge
In der Miniaturstadt Bützow im Gewerbegebiet Tarnower Chaussee-Nebelring (53° 49′ 33,1″ N, 11° 59′ 48,3″ O) werden im Maßstab 1:10 Häuser der Stadt Bützow aus den Jahren von 1850 bis 1900 im historischen Stil originalgetreu nachgestellt. Hier findet man den Nachbau, Ansicht um 1890 des Synagogenbaus der Jüdischen Gemeinde Bützow.